# Virkesmätningsförening
Virkesmätningsförening är en förening med ändamålet att verka för och tillämpa betryggande, opartisk och likformig mätning av virke mellan köpare och säljare.
Sveriges första virkesmätningsförening var Ångermanelfens timmerintumningsförening som bildades av lokala virkesköpare runt Ångermanälven 1892. Syftet var att komma tillrätta med mätningen så att mätningen blev någorlunda enhetlig. Köpare mätte naturligtvis virket de köpte in, men noggrannheten på mätningen berodde på virkespriset och olika köpare mätte på olika sätt.
Idag finns det en oberoende virkesmätningsförening i Sverige, Biometria. 2019 fusionerades de tre virkesmätningsföreningarna VMF Nord, VMF Qbera och VMF Syd med SDC (Skogsbrukets Datacentral). Biometria fungerar som skogsnäringens informationsnav.

## Lagar
Virkesmätning som är vederlagsgrundande regleras i Lag om virkesmätning SFS 2015:1005
Den nya virkesmätningslagen omfattar alla sortiment, även GROT och energiflis, som inte är avsett för småskaligt bruk.